# Cremosperma maculatum
Cremosperma maculatum är en tvåhjärtbladig växtart som beskrevs av L.E. Skog. Cremosperma maculatum ingår i släktet Cremosperma och familjen Gesneriaceae. Inga underarter finns listade i Catalogue of Life.